# Hakim Benchamach
Hakim Benchamach (al-Hoseyma, 12 settembre 1963) è un politico e docente marocchino, dal 2015 presidente della Camera dei consiglieri.
Dal 2018 al 2020 è stato segretario generale del Partito Autenticità e Modernità.